# 1. bavorská záložní divize
1. bavorská záložní divize (německy 1. Bayerische Reserve-Division) byla jednotkou Královské bavorské armády a sloužila v rámci Německé armády za první světové války.

## Historie
Divize byla utvořena za mobilizace německé armády v srpnu 1914 a byla rozpuštěna v roce 1919 v rámci demobilizace německého vojska. Jakožto záložní divize obsahovala velký počet záložníků a dobrovolníků.
Divize se zúčastnila počátečních bojů první světové války na západní hranici Německa a participovala také na tzv. závodu k moři, v jehož rámci bojovala v bitvě u Arrasu. Následně zůstala zakopána ve Flandrech do srpna 1916, kdy se zapojila do bitvy na Sommě. Roku 1917 vybojovala bitvy u Arrasu a Passchendaele, roku 1918 pak čtvrtou bitvu u Ypres.

## Bojová sestava
Bojová sestava 1. bavorské záložní divize k datu mobilizace divize byla následující:
- 1. bavorská záložní pěší brigáda (1. bayerische Reserve-Infanterie-Brigade)
  - Královský bavorský záložní pěší pluk č. 1 (Kgl. Bayerisches Reserve-Infanterie-Regiment Nr. 1)
  - Královský bavorský záložní pěší pluk č. 2 (Kgl. Bayerisches Reserve-Infanterie-Regiment Nr. 2)
- 2. bavorská záložní pěší brigáda (2. bayerische Reserve-Infanterie-Brigade)
  - Královský bavorský záložní pěší pluk č. 3 (Kgl. Bayerisches Reserve-Infanterie-Regiment Nr. 3)
  - Královský bavorský záložní pěší pluk č. 12 (Kgl. Bayerisches Reserve-Infanterie-Regiment Nr. 12)
- Královský bavorský záložní jezdecký pluk č. 1 (Kgl. Bayerisches Reserve-Kavallerie-Regiment Nr. 1)
- Královský bavorský záložní pluk polního dělostřelectva č. 1 (Kgl. Bayerisches Reserve-Feldartillerie-Regiment Nr. 1)
- 1. záložní setnina/Královský bavorský 1. ženijní prapor (1. Reserve-Kompanie/Kgl. Bayerisches 1. Pionier-Bataillon)